# Happy Birthday (película de 2015)
Happy Birthday es una película brasileña de 2015 escrita y dirigida por el actor y director Paulo Leão.
Con una trayectoria internacional, Happy Birthday cuenta con el palmarés de Selección Oficial en más de medio centenar de festivales de cine internacionales, además de varias nominaciones y premios, actuando en los últimos años en más de veinte países en los cinco continentes.
De estilo indie, la película está protagonizada por el propio director, debido a la ubicación y condiciones que afrontó al momento del rodaje.
En esta producción el lema era «una cámara en tu mano y una idea en tu cabeza»,  el mismo utilizado por Glauber Rocha y Cinema Novo.

## Sinopsis
Happy Birthday muestra la historia de un hombre solitario que espera que lleguen sus invitados para celebrar su cumpleaños. Durante esta espera, la ansiedad de la persona que cumple años aumenta, provocando una mezcla de recuerdos y delirios.
La película se estrenó en 2016 en España, en el Barcelona Planet Film Festival.

## Festivales y países
Selecciones oficiales: 

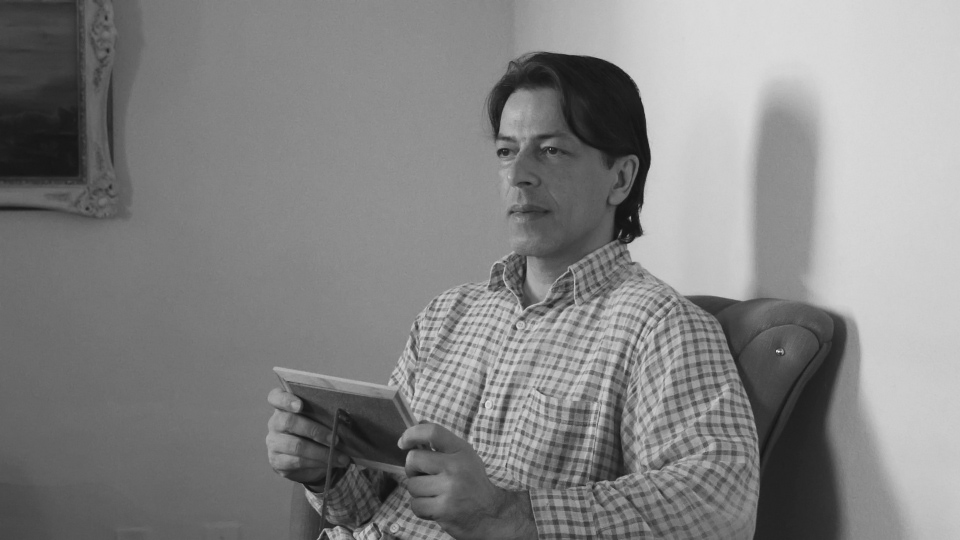
Paulo Leão en escena, en la película Happy Birthday - 2014

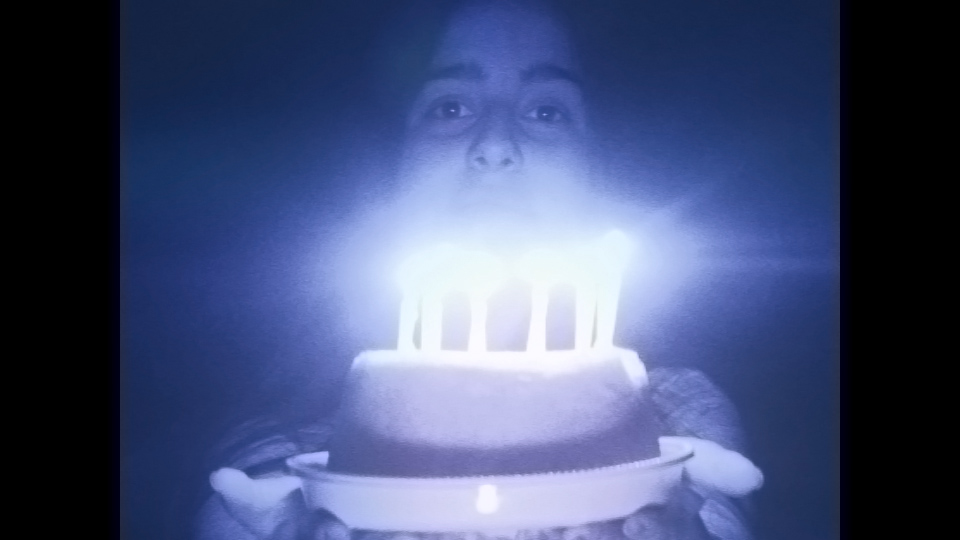
Escena de Happy Birthday

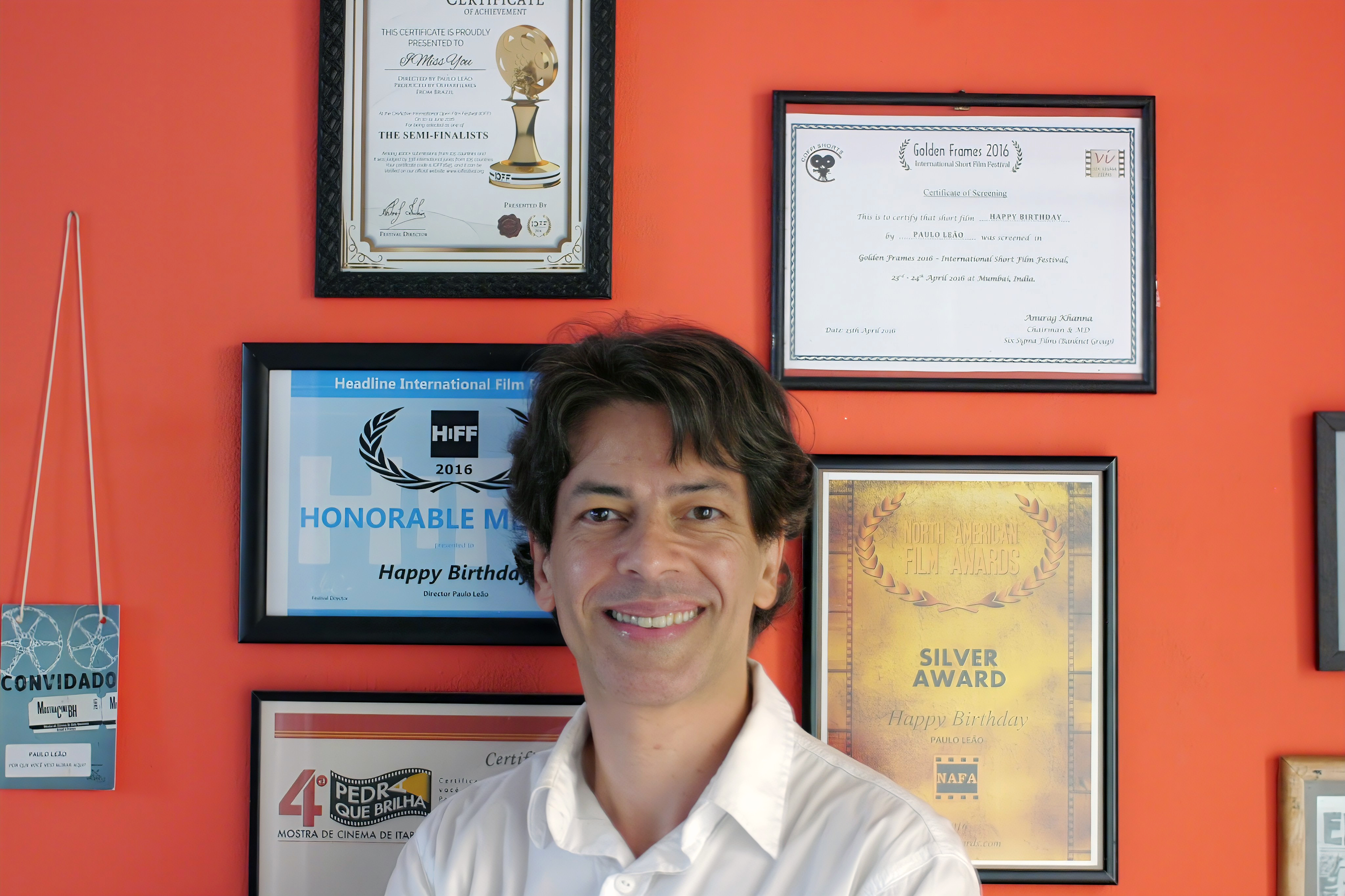
Actor y director Paulo Leão - 2016

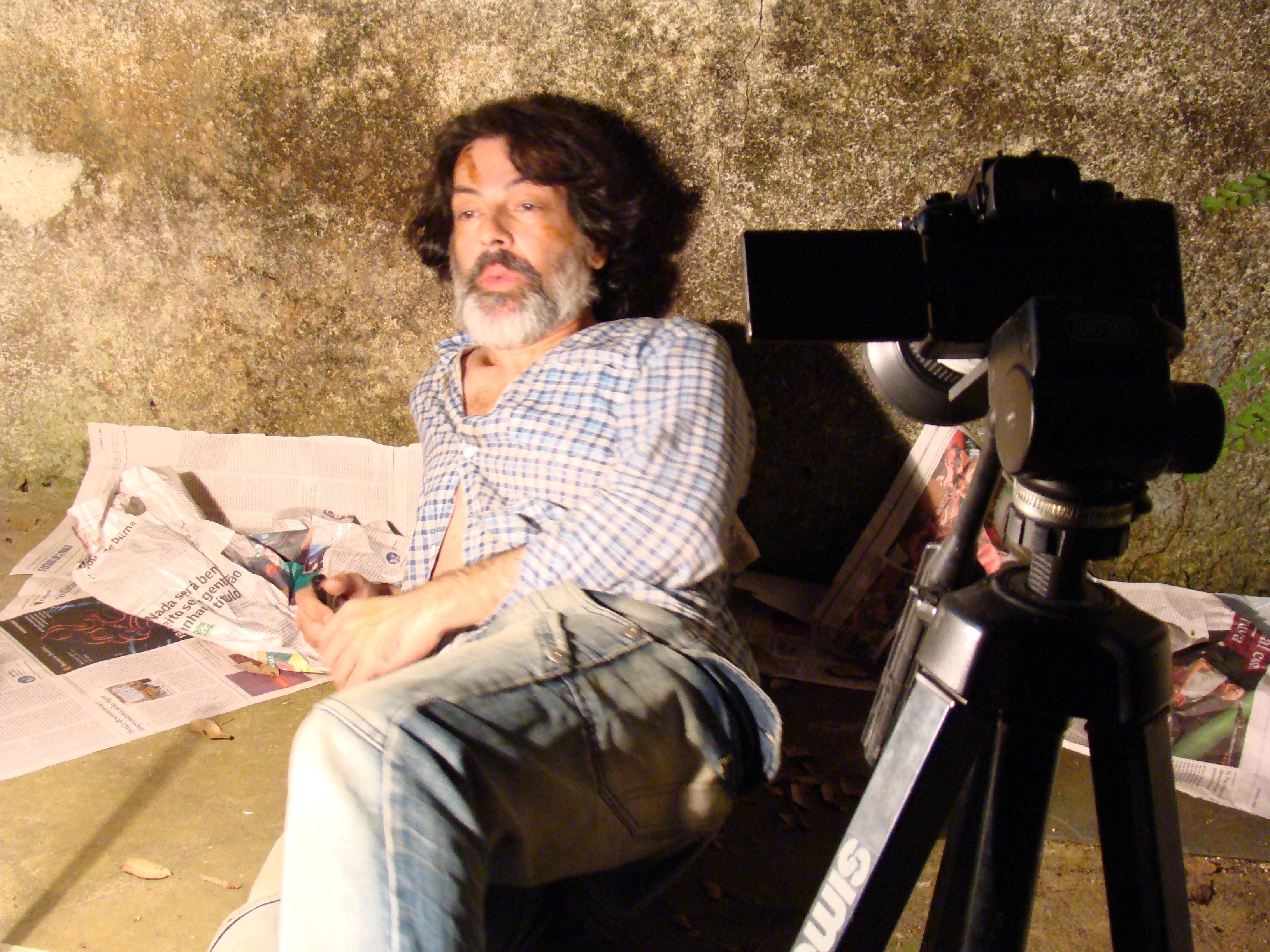
Making of - foto de la escena final de Happy Birthday - 2014

- Barcelona Planet Film Festival (tráiler) - 2016 - España
- The Monthly Film Festival (tráiler) - 2016 - Estados Unidos
- Headline Festival Internacional de Cine - 2016 - EE. UU.
- Festival de Cortometrajes GoldenSun - 2016 - Malta
- North American Film Awards - 2016 - Estados Unidos
- Festival de Cine TOFF - 2016 - En línea
- Festival de Cine de Los Ángeles - 2016 - Estados Unidos
- 2do Festival de Cine Iberoamericano de Taxco - 2016 - México
- Premios Latino - Cine de Oro - 2016 - España
- Ozark Shorts - 2016 - EE. UU.
- Golden Frames - 2016 - India
- Festival Internacional de Cine All Lights India - 2016 - India
- TIF Video Challenge - 2016 - Chipre
- Festival Internacional de Cine de Ekurhuleni - 2016 - Sudáfrica
- Indie Wise - 2016 - Estados Unidos
- Festival de Cortometrajes de Kinosmena - 2016 - Bielorrusia
- Festival de Cine Allucinema - 2016 - México
- GRAND OFF - PREMIOS MUNDIALES DEL CINE INDEPENDIENTE - 2016 - Polonia
- BLOW-UP · Chicago International Arthouse FILM FEST - 2016 - EE. UU.
- Festival de Cortometrajes José Francisco Rosado - 2016 - España
- Gran Convención IndieWise - 2016 - EE. UU.
- Festival Virtual Indie Wise GRATIS - en línea - 2017
- Festival Internacional de Cine United King Screen One 2017 (tráiler) - Escocia
- Miami Epic Festival 2017 - Estados Unidos
- Festival de Cine de Egipto AM - 2017 - El Cairo, Egipto
- Cinema of the World - 2017 - India
- Festival Internacional de Cine de Quarzazate - 2017 - Berlín - Alemania
- Festival Internacional de Cine de Cardiff - 2017 - Gales - Reino Unido
- AFC Global Fest 2017 - Calcuta - India
- STIFF - Festival Internacional de Cine de San Marino Torinese - 2018 - Italia
- Gran Convención IndieWise 2018 - Miami, Florida - EE. UU.
- Miami Epic Festival 2018 - Estados Unidos
- Festival de Cine de San Mauro 2018 - Turín, Italia
- Festival de Cine InShort 2018 - Lagos - Nigeria
- Lift-Off Global Network 2023 - Sesiones de cineastas en Pinewood Studios - Reino Unido y Raleigh Studios - Holywood. Berlín, Tokio, Manchester, Austin, Nueva York, Toronto, Los Ángeles, Ámsterdam, París
- Festival Internacional de Cine Serbest (SIFF) - 2023 - Moldavia
- Cinema Of The World (CWIFF) - 2023 - Emiratos Árabes Unidos, India, EE. UU.
- Black & White Film Festival (trailer) - 2024 - Toronto, Canadá
- WideScreen Film & Music Video Festival - 2024 - Toronto, Canadá
- ShortVerse - 2024 - Streaming
- Black & White Film Festival (film) - 2024 - Toronto, Canadá
- Festival for Trailers Monthly - 2025 - Los Angeles, USA
- WILDsound Daily Festival (trailer) - 2025 - online
- Lift-Off Filmmakers Sessions volume 3 - 2025 - England
- Kuala Lumpur International Film Academy Awards - 2025 - Kuala Lumpur - Malasia
- WideScreen Film & Music Video Festival - 2025 - Canada

## Premios y nominaciones
| Año  | Premio                                                             | Categoría                   | Posición         | Resultado | Ref    |
| ---- | ------------------------------------------------------------------ | --------------------------- | ---------------- | --------- | ------ |
| 2016 | HeadLine International Film Festival Canada                        | Best Film                   | Finalista        | Ganador   | [ 8 ]  |
| 2016 | North American Film Awards USA                                     | Best Director               | Finalista        | Ganador   | [ 9 ]  |
| 2016 | North American Film Awards USA                                     | Best Director               | Nominado         | -         | [ 3 ]  |
| 2016 | Grand Indie Wise Convention USA                                    | Best Film                   | Finalista        | Nominado  | [ 3 ]  |
| 2017 | United King Screen One International Film Festival Scotland        | Best International Trailer  | Finalista        | Nominado  | [ 3 ]  |
| 2017 | Allucinema Fest 2017 México                                        | Best Film                   | Semifinalista    | -         | [ 3 ]  |
| 2017 | Miami Epic Trailer Festival USA                                    | Best International Trailer  | Semifinalista    | -         | [ 3 ]  |
| 2018 | Grand IndieWise Convention 2018 USA                                | Best Film                   | Finalista        | Nominado  | [ 3 ]  |
| 2018 | San Mauro Film Festival Turin Italy                                | Best Film                   | Finalista        | Nominado  | [ 3 ]  |
| 2018 | STIFF - San Marino Torinese International Film Festival 2018 Italy | Best Film                   | Semifinalista    | -         | [ 3 ]  |
| 2018 | Miami Epic Festival 2018 USA                                       | Best Film                   | Finalista        | Nominado  | [ 3 ]  |
| 2023 | Serbest International Film Festival (SIFF) Moldávia                | Diversas                    | Semifinalista    | -         | [ 3 ]  |
| 2023 | Cinema Of The World International Film Festival India              | Diversas                    | Finalista        | Nominado  | [ 10 ] |
| 2023 | Cinema Of The World International Film Festival India              | Great Talent Award          | Finalista        | Ganador   | [ 11 ] |
| 2024 | WideScreen Film & Music Video Festival Canada                      | Honorable Mention - Trailer | Finalista        | Ganador   | [ 12 ] |
| 2024 | WideScreen Film & Music Video Festival Canada                      | Honorable Mention - Filme   | Finalista        | Ganador   | [ 13 ] |
| 2024 | Black & White Film Festival - Canada                               | Best Experimental Film      | Finalista        | Ganador   | [ 14 ] |
| 2025 | Festival for Trailers Monthly - february 2025 - USA                | Best Cinematography         | Finalista        | Ganador   | [ 15 ] |
| 2025 | WideScreen Film & Music Video Festival - 2025 - Canada             | Best Film                   | Quarter-Finalist | -         | [ 16 ] |